# Лондон 1876
Лондон 1876 — шахматный турнир ведущих лондонских мастеров, который проводился в кофейне «Симпсонс диван» с 27 марта по 29 апреля 1876 года.
Участники играли друг с другом по две партии, причём, в отличие от современных двухкруговых турниров, где проводится сначала полностью один круг, а потом второй, обе партии игрались подряд.
Призовой фонд составил 50 фунтов: первый приз — 25, второй — 15, и третий — 10 фунтов.
На старт вышли 8 шахматистов. Однако после второго тура из-за болезни турнир покинул У. Мартин, а после третьего — Дж. Уискер. Согласно регламенту, их результаты были аннулированы.
Первое место, проиграв всего одну партию, занял Дж. Блэкберн, восстановив таким образом свою репутацию после недавнего разгрома в матче со Стейницем (в феврале—марте этого же года).

## Турнирная таблица
|   | Участник            | 1   | 2   | 3   | 4   | 5   | 6   | 7   | 8   |  | Очки | Место |
| - | ------------------- | --- | --- | --- | --- | --- | --- | --- | --- |  | ---- | ----- |
| 1 | Блэкберн, Джозеф    |     | 0 1 | 1 1 | 1 - | 1 1 | 1 1 | -   | 1 1 |  | 8    | 1     |
| 2 | Цукерторт, Иоганн   | 1 0 |     | ½ ½ | 1 ½ | 1 1 | 1 ½ | -   | 1 1 |  | 7    | 2     |
| 3 | Поттер, Уильям      | 0 0 | ½ ½ |     | 1 0 | 1 1 | 1 1 | 1 1 | -   |  | 6    | 3     |
| 4 | Мак-Доннел, Джордж  | 0 - | 0 ½ | 0 1 |     | 1 0 | 1 1 | 1 1 | -   |  | 4½   | 4     |
| 5 | Янссенс, Францискус | 0 0 | 0 0 | 0 0 | 0 1 |     | 1 ½ | -   | -   |  | 2½   | 5     |
| 6 | Минчин, Джеймс      | 0 0 | 0 ½ | 0 0 | 0 0 | 0 ½ |     | 1 ½ | -   |  | 1    | 6     |
| 7 | Уискер, Джон        | -   | -   | 0 0 | 0 0 | -   | 0 ½ |     | -   |  | -    | -     |
| 8 | Мартин, Уильям      | 0 0 | 0 0 | -   | -   | -   | -   | -   |     |  | -    | -     |

Вторая партия Блэкберна с Мак-Доннелом не была сыграна, поскольку её результат уже не мог повлиять на распределение мест.
В книге «Шахматы: Энциклопедический словарь» результаты приведены с учётом всех сыгранных партий (Блэкберн — 10 из 11, Цукерторт — 9).